# Tobaksgaarden
Tobaksgaarden er et kulturhus beliggende i Assens, som blev indviet i 2004 med biograf, udstillingssal og koncertsal der rummer op til 380 publikummer. Desuden rummer Tobaksgaarden café, musikskole, turistkontor og forskellige lokaler til brug for forenings- og erhvervslivet.
Bygningen har tidligere været brugt af på Assens Tobaksfabrik til fremstilling af tobaksprodukter fra 1883 og fremefter, hvilket har lagt navn til bygningen.

## Historie
I 1864 kom tobaksfabrikant Georg Gundersen til Assens og købte Østergade 52. I 1880 købte han Østergade 35, hvor indgangspartiet til Tobaksgaarden er for at starte tobaksfabrikation til porcelænspiber og røgfri tobak, såsom snus. Senere kom cigarfremstilling til. I 1939 stoppede fremstilling af cigarer til fordel for røgfri tobak og pibetobak. I 1950 begyndte man også at producere flake og skåret plug pibetobak. Skråtobakken blev frasolgt i 1970’erne for at fokusere på pibetobak.
Herefter lå bygningen tom, indtil det blev indrettet til kulturhus i 2003.
I 2008 blev Orlik Tobacco Company til Scandinavian Tobacco Group og i 2009 åbnede familien Gundersen og Assens Tobaksfabrik endnu en tobaksfabrik i Assens: Alex Gundersen Tobacco Company.